# Kim Si-hoo
Kim Si-hoo (en hangul, 김시후; 20 de mayo de 1996, nacido como Kim Young-joon) es un actor surcoreano. El papel que lo dio a conocoer al público fue el de su debut en cine, con la película Sympathy for Lady Vengeance (2005). También fueron destacadas sus participaciones en otros dos filmes, Sunny (2011) y Por encima de la ley (2013).

## Carrera
Debutó en 2003 con la serie de KBS2 Sharp, pero el papel que le hizo conocido por el público fue el de su debut en cine, el personaje de Geun-shik en el éxito de taquilla y crítica Sympathy for Lady Vengeance, de 2005. Park Chan-wook, su director, lo llamó después de haberlo visto en la serie, para un personaje secundario pero importante para el desarrollo de la trama, y que aparece en veinte de las sesenta escenas del filme. En aquel momento Kim estaba estudiando su último curso de secundaria, y las obligaciones escolares le impidieron ver la película en los pases para la prensa. Por otra parte, y dado que era menor de edad y que la película estaba clasificada para mayores de 18 años, tampoco pudo verla en cine hasta haberlos cumplido en 2006, pese a haber participado en ella, incluso en alguna escena que justificaba esa clasificación.
Al año siguiente, 2006, participó en dos películas de acción, The City of Violence y A Bloody Aria. En la primera es la versión juvenil del protagonista, interpretado por Ryoo Seung-wan, con el que se reencontraría en Por encima de la ley, escrita y dirigida por este. En la segunda filmó sin la ayuda de un doble y en una de las muchas escenas de lucha sufrió una fractura del tabique nasal, aunque continuó con el rodaje.
En los años sucesivos, sin embargo, y en comparación con los actores de su edad que se estaban convirtiendo en estrellas con el apoyo activo de sus agencias, quedó temporalmente fuera de la atención del público, precisamente porque las agencias con las que trabajó cerraron una tras otra. Todo ello se tradujo en una suerte de desconfianza del actor con las agencias, que le llevó a pasar mucho tiempo sin estar ligado a ninguna y seguir una carrera llena de altibajos. Según el propio Kim, «hubo una temporada en que apenas podía dormir. Me quedaba despierto toda la noche y desarrollé algo similar a la fobia social, por lo que no fui al supermercado fuera de mi casa durante unos seis meses. En aquella época veía hasta cuatro películas al día en casa». Empezó a buscar oportunidades por su cuenta y llegaron así sus papeles en la serie The Secret of Coocoo Island (2008) y la película Gochibang (2009), a cuyo rodaje, en Daejeon, debía ir el actor solo en taxi y en autobús.
En 2011 llegaría otro de sus papeles destacados, el del hijo de Joon-ho en el filme Sunny, gracias no solo a su actuación sino también al hecho de que se convirtió en una de las películas más taquilleras de la historia del cine coreano. En 2013 fue el coprotagonista junto a Kim Yoon-hye de Steel Cold Winter, el debut del director Choi Jin-seong. Se trata del romance entre un estudiante de secundaria transferido a una escuela rural, y una compañera que encuentra allí, ambos perseguidos por habladurías. La actuación de Kim, con un amplio registro de emociones, fue destacada por la crítica. Dos años más tarde fue de nuevo uno de los protagonistas de otro gran éxito de taquilla, Por encima de la ley, una película que lo consagró definitivamente, aunque por otro lado supuso el inicio de un nuevo alejamiento del cine que duraría nueve años. En efecto, no volvió hasta 2024 con la secuela de aquella, I, the Executioner, con el mismo papel del detective Yoon, el miembro original más joven del escuadrón de homicidios de la Policía Metropolitana de Seúl. Su papel en esta segunda parte fue mucho más reducido, para decepción de una parte del público.
Su trayectoria, pues, ha estado marcada por largos períodos de ausencia de las pantallas. El último, entre 2016 y 2023 (salvo alguna breve aparición especial), fue debido en parte a que el actor realizó por entonces el servicio militar. Además, volvieron los problemas con las agencias: en 2023 pasó primero de ligarse profesionalmente a Hycon Entertainment, con la que firmó un contrato el 2 de febrero, a salir de la misma poco después y seguir adelante por sí solo. Debido a esta inestabilidad y al alejamiento de los escenarios, en esa época llegó a pensar en abandonar su carrera. Recibió entonces ofertas para I, the Executioner y para una serie diaria en KBS1 (Apple of My Eye), en las que actuó sin apoyo de ninguna agencia. De hecho, Kim afirma que está acostumbrado a trabajar solo, dado que no han sido escasas las ocasiones en que lo ha hecho: por ejemplo, rodó así en 2008 Gochibang y en 2011 Sunny y My Way.
En Apple of My Eye, su primera serie diaria, interpretó el papel de un villano que al final se redime: Dong Joo-hyeon, un joven rebelde que sufrió una niñez complicada por causa de su padre. Kim dudó mucho si aceptar el papel o no, por el empeño que suponía después de tantos años alejado de la televisión, con un modo de rodaje cotidiano y acelerado, pero al final sus padres lo convencieron y el resultado fue positivo en términos de popularidad para el actor.

## Filmografía

### Cine
| Año  | Título                      | Hangul        | Papel                                       | Notas        | Ref.                 |
| ---- | --------------------------- | ------------- | ------------------------------------------- | ------------ | -------------------- |
| 2005 | Sympathy for Lady Vengeance | 친절한 금자씨 | Geun-shik                                   |              | [ 2 ] [ 4 ]          |
| 2006 | The City of Violence        | 짝패          | Yoo Suk-hwan de joven                       |              | [ 5 ]                |
| 2006 | A Bloody Aria               | 구타 유발자들 | Hyun-Jae                                    |              | [ 17 ] [ 18 ] [ 19 ] |
| 2008 | A Ghosts Story              | 귀신이야기    | Soo-woong                                   |              | [ 20 ] [ 21 ]        |
| 2009 | Gochibang                   | 고치방        | Choi Won-seok                               |              | [ 7 ]                |
| 2011 | Sunny                       | 써니          | Han Joon-ho (1980) e hijo de Joon-ho (2011) |              | [ 8 ] [ 22 ]         |
| 2011 | My Way                      | 마이 웨이     | Tsukamoto                                   |              | [ 8 ]                |
| 2013 | Steel Cold Winter           | 소녀          | Seo Yoon-soo                                | Protagonista | [ 9 ] [ 23 ] [ 24 ]  |
| 2015 | Por encima de la ley        | 베테랑        | Detective Yoon                              |              | [ 8 ]                |
| 2016 | Eclipse                     | 커터          | Yoon-jae                                    |              | [ 18 ] [ 25 ]        |
| 2024 | I, the Executioner          | 베테랑2       | Detective Yoon                              |              | [ 26 ] [ 27 ]        |

### Series de televisión
| Año  | Título                      | Papel                                  | Canal    | Notas                    | Ref.          |
| ---- | --------------------------- | -------------------------------------- | -------- | ------------------------ | ------------- |
| 2003 | Sharp                       | Lee Soon-shin                          | KBS2     | Primera temporada        |               |
| 2008 | Formidable Rivals           | Cha Young-goo                          | KBS2     |                          |               |
| 2008 | The Secret of Coocoo Island | Kim Shi-hoo                            | MBC      |                          | [ 7 ]         |
| 2012 | Love Rain                   | Lee Dong-wook (1970)/Lee Sun-ho (2012) | KBS2     |                          | [ 28 ] [ 29 ] |
| 2014 | 12 Years Promise            | Yu Jun-seong                           | JTBC     |                          | [ 30 ] [ 31 ] |
| 2015 | Sweet Temptation            | Chae-soo                               | Naver TV | Serie web, episodios 7-8 |               |
| 2019 | I Wanna Hear Your Song      | Kim Ian/Jang Yoon real                 | KBS2     | Aparición especial       | [ 32 ]        |
| 2023 | Apple of My Eye             | Dong Joo-hyuk                          | KBS1     |                          | [ 15 ] [ 33 ] |

## Premios y nominaciones
| Año  | Premios                   | Categoría                                | Papel                       | Resultado | Ref.   |
| ---- | ------------------------- | ---------------------------------------- | --------------------------- | --------- | ------ |
| 2006 | 43.os Premios Grand Bell  | Mejor actor revelación                   | Sympathy for Lady Vengeance | Nominado  | [ 34 ] |
| 2006 | 5.os Premios Korea Film   | Mejor actor revelación                   | A Bloody Aria               | Nominado  |        |
| 2008 | Premios MBC Entertainment | Mejor actor revelación en comedia/sitcom | The Secret of Coocoo Island | Nominado  |        |